# Sheffield FC
Sheffield Football Club este un club de fotbal englez din Sheffield, South Yorkshire. Sheffield F.C. este recunoscut la nivel internațional ca fiind cel mai vechi club de fotbal din lume. 
Echipa de-a lungul timpului a avut mai multe stadioane în Sheffield, incluzând  Bramall Lane, fostul stadion al celor de la Sheffield Wednesday F.C., acum stadionul celor de la Sheffield United F.C.. Acum își au sediul la Coach and Horses Ground în Dronfield, Derbyshire. Clubul este de asemenea cunoscut ca luând parte la cea mai veche rivalitate fotbalistică. Sheffield F.C. a jucat împotriva echipei Hallam F.C. în primul meci inter-cluburi din lume în 1860. Acesta a fost cel dintâi meci derby, Derby-ul de Sheffield.

## Palmares
- FA Amateur Cup
  - Câștigători  1903–04
- Yorkshire League
  - Campioni Division Two  1976–77
  - Câștigători League Cup 1977–78
- Whitbread Trophy
  - Câștigători  1987–88
- Northern Counties East League
  - Campioni Division One 1988–89, 1990–91
  - Câștigători League Cup  2000–01, 2004–05
- Sheffield and Hallamshire Senior Cup
  - Câștigători 1993–94, 2004–05, 2005–06, 2007–08

## Lotul actual
Din 10 septembrie 2013
| Nr. |        | Poziție | Jucător         |
| --- | ------ | ------- | --------------- |
|     | Anglia | P       | Jamie Annerson  |
|     | Anglia | P       | Rob Poulter     |
|     | Anglia | F       | Ben Turner      |
|     | Anglia | F       | Stuart Ludlam   |
|     | Anglia | F       | Tom Burgin      |
|     | Anglia | F       | Jamie Hadfield  |
|     | Anglia | F       | Warren Burrell  |
|     | Anglia | F       | Wesley Hill     |
|     | Anglia | M       | Callum Harrison |
|     | Anglia | M       | Andy Gascoigne  |
|     | Anglia | M       | Richard Stirrup |

| Nr. |                            | Poziție | Jucător                    |
| --- | -------------------------- | ------- | -------------------------- |
|     | Anglia                     | M       | Matt Roney                 |
|     | Yemen                      | M       | Watheq Al-Hakam            |
|     | Anglia                     | M       | Ben Algar                  |
|     | Anglia                     | M       | Steve Woolley              |
|     | Anglia                     | A       | James Gregory              |
|     | Anglia                     | A       | Reece Littlejohn           |
|     | Țara Galilor               | A       | Dan Williams               |
|     | Anglia                     | A       | Joel Purkiss               |
|     | Anglia                     | A       | Mark Fereday               |
|     | Anglia                     | A       | Vill Powell (Player/Coach) |
|     | Sfântul Cristofor și Nevis | A       | Zeph Thomas                |